# Баращук, Екатерина Эдуардовна
Екатерина Эдуардовна Баращук (род. 20 апреля 1999, Нижневартовск, Тюменская область) — российская спортсменка, специализирующаяся в спортивном скалолазании. Чемпионка Европы 2020 года в лазании на скорость.

## Биография
Екатерина Баращук родилась 20 апреля 1999 года в Нижневартовске. Сначала занималась этим видом спорта вместе с подругой, в первое время выступала за ХМАО, её тренером был Сергей Патута.
В 2016 году получила звание Мастера спорта России.
Затем Баращук переехала в Тюмень, стала тренироваться у Сергея Сергеева. На первенствах мира 2014 и 2018 одерживала победы, в 2020 году выиграла всероссийский взрослый турнир и стала победительницей Кубка России. При этом перед этими победами Екатерина была вынуждена восстанавливаться от полученной на сборах в Воронеже травмы (разрыв капсулы сустава и перелом пальца). Также в 2020 году Баращук должна была выступать на этапах Кубка мира в Америке и Азии, но они были отменены из-за пандемии COVID-19.
В начале ноября 2020 года, перед чемпионатом Европы, принимала участие на сборах в Хайфе. Екатерина Баращук выиграла золотую медаль по скорости на дебютном для себя чемпионате Европы по скалолазанию в Москве в 2020 году. На пути к финалу победила сербку Сташу Гейо, польку Патрицию Худзяк и россиянку Юлию Каплину, которая установила ранее мировой рекорд, но не дошла до финиша. В финале Екатерина оказалась сильнее ещё одной россиянки Елизаветы Ивановой.
Является студенткой Финансово-экономического института в Тюменском государственном университете, изучает экономическую социологию.

## Награды

### Чемпионат Европы
- 2020 в Москве
  -  Золотая медаль в лазании на скорость